# إيف ميشيل
إيف ميشيل (بالفرنسية: Yves Michel)‏ (6 مايو 1940 مونبلييه فرنسا - ) هو لاعب كرة قدم فرنسي، يلعب كمهاجم.

## روابط خارجية
- إيف ميشيل على موقع قاعدة بيانات كرة القدم.إي يو (الإنجليزية)
- إيف ميشيل على موقع عالم كرة القدم.نت (الإنجليزية)